# Prix Philippe-du-Rozier
Le prix Philippe-du-Rozier est une course hippique de trot monté qui se déroule au mois de décembre sur l'hippodrome de Vincennes à Paris.
C'est une course de Groupe II réservée aux chevaux de 4 ans, hongres exclus, ayant gagné au moins 32 000 €.
Elle se court sur la distance de 2 175 mètres (grande piste). L'allocation s'élève à 120 000 €, dont 54 000 € pour le vainqueur.
La course est créée en décembre 1937 et prend alors dans le calendrier la place du prix de Versailles aux conditions similaires,. Elle honore Philippe du Rozier, propriétaire et éleveur, élu à la présidence du Syndicat des éleveurs de demi-sang en 1904. Il est à ce titre, par sa mobilisation auprès du gouvernement et grâce à l'appui de l'ancien ministre et futur président Alexandre Millerand, à l'origine de la création en 1905 du meeting d'hiver de Vincennes. Il meurt à Bagnoles-de-l'Orne en décembre 1935 à l'âge de 84 ans.

## Palmarès depuis 1960
| Année | Vainqueur          | Père               | Jockey                    | Entraîneur              | Temps  |
| ----- | ------------------ | ------------------ | ------------------------- | ----------------------- | ------ |
| 2024  | Keengame           | Express Jet        | Anthony Barrier           | Jean-Philippe Monclin   | 1'11"8 |
| 2023  | Je M'Envole        | Joyau d'Amour      | Mathieu Mottier           | Mathieu Mottier         | 1'11"4 |
| 2022  | Inshore            | Réal de Lou        | Alexandre Abrivard        | Laurent-Claude Abrivard | 1'11"4 |
| 2021  | Hytte du Terroir   | Boccador de Simm   | Alexandre Abrivard        | Laurent-Claude Abrivard | 1'12"  |
| 2020  | Gladys des Plaines | Opus Vierville     | Mathieu Mottier           | Gilles Curens           | 1'11"3 |
| 2019  | Flèche Bourbon     | Saxo de Vandel     | Alexandre Abrivard        | Sébastien Guarato       | 1'10"9 |
| 2018  | Exotica de Retz    | Prodigious         | Delphine Beaufils Ernault | Sébastien Ernault       | 1'11"8 |
| 2017  | Driver Cadence     | Saxo de Vandel     | Mathieu Mottier           | Emmanuel Allard         | 1'13"1 |
| 2016  | Clara du Pontseuil | Mich Phili         | Anthony Barrier           | Guillaume Moinon        | 1'13"5 |
| 2015  | Be Mine de Houelle | Scipion du Goutier | Marie Bacsich             | Franck Leblanc          | 1'12"  |
| 2014  | Amazone du Dollar  | Ni Ho Ped d'Ombrée | Pierre-Yves Verva         | Sylvain Roger           | 1'13"2 |
| 2013  | Vision Intense     | Prodigious         | Nathalie Henry            | Philippe Moulin         | 1'11"9 |
| 2012  | Un Team de Nacre   | First de Retz      | Damien Bonne              | Sébastien Guarato       | 1'13"7 |
| 2011  | Trotting Race      | Goetmals Wood      | Nathalie Henry            | Jean Baudron            | 1'11"5 |
| 2010  | Singalo            | Goetmals Wood      | Éric Raffin               | Louis Baudron           | 1'13"6 |
| 2009  | Rick des Sales     | Hermès du Buisson  | Éric Raffin               | Serge Peltier           | 1'13"  |
| 2008  | Quido du Goudier   | Extreme Dream      | Éric Raffin               | Sébastien Guarato       | 1'13"9 |
| 2007  | Prince de Montfort | Ipsos de Montfort  | Maxime Bézier             | Sébastien Guarato       | 1'13"4 |
| 2006  | Odeisis de Vandel  | Podosis            | Matthieu Abrivard         | Gilles Delacour         | 1'13"6 |
| 2005  | Néoh Jiel          | Capriccio          | Philippe Masschaele       | Jean-Luc Dersoir        | 1'14"4 |
| 2004  | Miss Castelle      | Goetmals Wood      | Philippe Masschaele       | Thierry Duvaldestin     | 1'14"6 |
| 2003  | Luna du Boscail    | Tarass Boulba      | Éric Raffin               | Éric Lebon              | 1'15"3 |
| 2002  | Kérido du Donjon   | Coktail Jet        | Philippe Masschaele       | Jean-Luc Janvier        | 1'15"7 |
| 2001  | Jomo du Rib        | Tarass Boulba      | Jean-Loïc-Claude Dersoir  | Joël Hallais            | 1'16"8 |
| 2000  | Idéal de l'Iton    | Cygnus d'Odyssée   | Michel Lenoir             | Michel Roussel          | 1'15"7 |
| 1999  | Honneur de France  | Tipouf             | Laurent-Claude Abrivard   | Laurent-Claude Abrivard | 1'15"7 |
| 1998  | Gaélique Fahurane  | High Echelon       | Gaëtan Prat               | Andre Dubois            | 1'16"2 |
| 1997  | Flash Meslois      | Jiosco             | Yves Dreux                | Jean-Luc Janvier        | 1'16"4 |
| 1996  | Éclair de Vandel   | Sancho Pança       | Jean-Loïc-Claude Dersoir  | Joël Hallais            | 1'17"1 |
| 1995  | Don Paulo          | Hurgo              | Philippe Gillot           | Marie-Dominique Fairand | 1'17"6 |
| 1994  | Chopin des Lices   | Jiosco             | Yves Dreux                | Alain Houssin           | 1'16"9 |
| 1993  | Best Bourbon       | High Echelon       | Michel Lenoir             | Jean-Philippe Dubois    | 1'17"3 |
| 1992  | Alpha Barbés       | Néric Barbés       | Jean-Philippe Mary        | Christian Bigeon        | 1'17"7 |
| 1991  | Vivier de Montfort | Kronos du Vivier   | Jean-Marie Monclin        | Christian Bigeon        | 1'17"7 |
| 1990  | Uranica            | Iobarko            | Christophe Chalon         | Guy-Maurice Dreux       | 1'18"5 |
| 1989  | Tiarko             | Jorky              | Jean-Claude Hallais       | Jean-Claude Hallais     | 1'18"7 |
| 1988  | Seilhac            | Janus de Crillé    | Jacques-Maurice Riaud     | Ali Hawas               | 1'18"2 |
| 1987  | Reine du Corta     | Ura                | Michel Lenoir             | Alain Roussel           | 1'18"9 |
| 1986  | Queila Gédé        | Gazon              | Yvon Martin               | Yvon Martin             | 1'18"1 |
| 1985  | Potin d'Amour      | Chambon P          | Yves Dreux                | Jan Kruithof            | 1'18"9 |
| 1984  | Opprimé            | Coppet             | Alain Laurent             | Jean-Pierre Viel        | 1'19"3 |
| 1983  | Nimbus Pichonnière | Elpenor            | Michel Lenoir             | Michel Lenoir           | 1'19"2 |
| 1982  | Maroldon           | Darold II          | Philippe Békaert          | Joël Hallais            | 1'19"9 |
| 1981  | Le Loir            | Chambon P          | Alain Sionneau            | Albert Rayon            | 1'20"2 |
| 1980  | Kali Baba          | Ali Baba           | Michel Chauvin            | Rik Depuydt             | 1'19"7 |
| 1979  | Jeune Orange       | Chambon P          | Alain Sionneau            | Gaston Peltier          | 1'20"  |
| 1978  | Idylle Charmeuse   | Valmont            | Pierre Giffard            | Jean-Pierre Viel        | 1'19"9 |
| 1977  | Haut de Bellouet   | Ura                | Gérard Mascle             |                         | 1'19"5 |
| 1976  | Galopin des Prés   | Vasco              | Christian Bézier          |                         | 1'21"4 |
| 1975  | Fiesta             | Tabriz             | Jacques-Maurice Riaud     |                         | 1'21"8 |
| 1974  | Éringa             | Quérido II         | Pierre Giffard            |                         | 1'19"9 |
| 1973  | Discret Amour      | Reder Kerveyer     | René Fabre                |                         | 1'22"2 |
| 1972  | Cette Histoire     | Kerjacques         | Gérard Mascle             |                         | 1'19"6 |
| 1971  | Bellino II         | Boum III           | René Fabre                |                         | 1'19"8 |
| 1970  | Arbella            | Harold D III       | Gérard Mascle             |                         |        |
| 1969  | Volnay II          | Faon Kairos        | Louis Hanse               |                         | 1'19"5 |
| 1968  | Unifrance          | Lucky Williams     | Patrick Céran-Maillard    |                         | 1'20"2 |
| 1967  | Tessa II           | Jamin              | Pierre Giffard            |                         | 1'20"9 |
| 1966  | Sablon             | Carioca II         | Gérard Mascle             |                         | 1'21"2 |
| 1965  | Rabelais           |                    | Gérard Mascle             |                         | 1'20"8 |
| 1964  | Quérido II         | Fandango           | Jean Mary                 |                         | 1'21"6 |
| 1963  | Palifiée D         | Carioca II         | François Brohier          |                         |        |
| 1962  | Ol Est B           | Harold D III       | François Brohier          |                         |        |
| 1961  | Nessus III         | Fandango           | Pierre Giffard            |                         | 1'21"3 |
| 1960  | Masina             | Quinio             | François Brohier          |                         | 1'20"6 |

## Sources
- Pour les conditions de course et les dernières années du palmarès : site de la SETF
- Pour les courses plus anciennes : archives des quotidiens  (Ouest-France, Sud-Ouest…)